# Jan Quast
Jan Quast est un boxeur allemand né le 9 janvier 1970 à Rostock.

## Carrière
Il participe aux Jeux olympiques de Barcelone en 1992 dans la catégorie de poids mi-mouches (-48 kg) et y remporte la médaille de bronze.